# Imai
Imai (Delta de la Creu del Sud / Delta Crucis) és el quart estel més brillant en la constel·lació de la Creu del Sud amb magnitud aparent +2,77. També se l'anomena Decrux, que no és més que una contracció entre la lletra grega de la seva denominació de Bayer Delta i Crux, la constel·lació de la qual forma part.
Imaiés un estel blanc-blavós de tipus espectral B2IV amb una temperatura de 22.550 K. La seva lluminositat, inclosa la radiació emesa en l'ultraviolat, és 5600 vegades major que la del Sol. Té una massa 8,5 vegades major que la massa solar i una edat inferior a 30 milions d'anys. Encara que pel seu espectre està classificada com un estel subgegant —implicant que recentment ha finalitzat la fusió d'hidrogen—, la seva temperatura i lluminositat indiquen que només està en la meitat de la seva etapa de combustió d'hidrogen, sense que se sàpiga la causa d'aquesta anomalia.
El seu tipus espectral i la distància —uns 360 anys llum— són similars als d'Acrux (α Crucis) i Becrux (β Crucis), i es pensa que els tres estels tenen un origen comú encara que no estiguin gravitacionalment unides. Igual que Becrux, és un estel variable del tipus Beta Cephei, amb un petit canvi en la seva lluminositat amb un període de 3,7 hores.
Figura en la bandera nacional de Brasil, on representa a l'estat de Minas Gerais.